# Liga Celta 2003-04
La Temporada 2003-04 de la Liga Celta de rugby fue la tercera edición de la liga profesional de rugby union.
De entre los 12 equipos que participaron esta temporada, 4 de ellos son irlandeses: Connacht, Leinster, Munster y Ulster; cinco galeses: Cardiff Blues, Newport Gwent Dragons, Celtic Warriors, Ospreys y el Scarlets y  tres escoceses: Edinburgh, Border Reivers y el Glasgow Warriors.

## Clasificación
- 4 puntos por ganar.
- 2 puntos por empatar.
- 1 punto bonus por perder por siete puntos o menos.
- 1 punto bonus por anotar cuatro o más tries en un partido.

| Pos. | Equipo            | PJ | Gan | Emp | Per | PaF | PeC | Dif  | BP | Pts |
| ---- | ----------------- | -- | --- | --- | --- | --- | --- | ---- | -- | --- |
| 1    | Llanelli Scarlets | 22 | 16  | 1   | 5   | 597 | 385 | 212  | 10 | 76  |
| 2    | Ulster Rugby      | 22 | 15  | 0   | 7   | 617 | 363 | 254  | 12 | 72  |
| 3    | Newport Dragons   | 22 | 16  | 0   | 6   | 590 | 449 | 141  | 8  | 72  |
| 4    | Celtic Warriors   | 22 | 14  | 0   | 8   | 560 | 451 | 109  | 9  | 65  |
| 5    | Ospreys Rugby     | 22 | 11  | 1   | 10  | 582 | 512 | 70   | 9  | 55  |
| 6    | Cardiff Blues     | 22 | 11  | 0   | 11  | 570 | 461 | 103  | 10 | 54  |
| 7    | Munster Rugby     | 22 | 10  | 0   | 12  | 422 | 456 | -34  | 11 | 51  |
| 8    | Leinster Rugby    | 22 | 9   | 1   | 12  | 523 | 580 | -57  | 9  | 47  |
| 9    | Connacht Rugby    | 22 | 8   | 2   | 12  | 479 | 550 | -71  | 8  | 44  |
| 10   | Edinburgh Rugby   | 22 | 9   | 0   | 13  | 454 | 622 | -168 | 8  | 44  |
| 11   | Glasgow Warriors  | 22 | 6   | 1   | 15  | 442 | 614 | -172 | 6  | 32  |
| 12   | Border Reivers    | 22 | 4   | 0   | 18  | 363 | 750 | -387 | 6  | 22  |

|  | Campeón. |

| Bandera de Gales |
| Campeón Scarlets |
| Primer título    |